# ФК «Вікторія» (Жижков) у сезоні 1924
ФК «Вікторія» (Жижков) у сезоні 1924 — сезон чехословацького футбольного клубу «Вікторія» (Жижков). Чемпіонат Середньочеської ліги не був завершений у зв'язку з переходом чехословацького футболу до професіоналізму. «Вікторія» на момент зупинки змагань перебувала на другому місці, маючи один матч у запасі у порівнянні з лідером.

## Історія
У команді продовжувалась зміна поколінь. Ставка робилась на молодих гравців. Середньочеська ліга в цьому році збільшилась до 22 учасників. Вперше проведення чемпіонату планувалось не тільки весною, а в осінній частині року. Втім, турнір не було завершено. В країни розпочався рух до створення професіональної лиги. На момент зупинки, команди проведи по 9-12 матчів. «Вікторія» була єдиною командою, що не програла жодного матчу, маючи 10 перемог і одну нічию. Клуб перебував на другому місці після «Славії», яка мала на одне очко більше, але й зіграла на один матч більше.
Нестачу матчів клуб компенсував міжнародними турами. «Вікторія» двічі здійснила подорожі німецькими містами, а також провела ряд поєдинків у Польщі. Про виступи у Середньочеському кубку немає даних. Не виключено, що клуб не взяв участі в ньому, віддавши перевагу міжнародним матчам.

## Чемпіонат Чехословаччини
Середньочеська ліга (незавершена)
|    | турнірна таблиця     | І  | В  | Н | П | МЗ | МП | Р   | О  |
| -- | -------------------- | -- | -- | - | - | -- | -- | --- | -- |
| 1  | Славія (Прага)       | 12 | 11 | 0 | 1 | 53 | 15 | +42 | 22 |
| 2  | Вікторія (Жижков)    | 11 | 10 | 1 | 0 | 40 | 14 | +26 | 21 |
| 3  | Метеор-VIII (Прага)  | 9  | 7  | 1 | 1 | 26 | 11 | +15 | 15 |
| 4  | Краловські Виногради | 10 | 6  | 2 | 2 | 10 | 10 | 0   | 14 |
| 5  | Спарта (Прага)       | 10 | 6  | 1 | 3 | 26 | 10 | +16 | 13 |
| 6  | Колін                | 10 | 6  | 1 | 3 | 24 | 14 | +10 | 13 |
| 7  | Метеор Виногради     | 11 | 5  | 3 | 3 | 20 | 17 | +3  | 13 |
| 8  | Cechoslovan Košíře   | 9  | 5  | 1 | 3 | 22 | 12 | +10 | 11 |
| 9  | Нусельский (Прага)   | 10 | 4  | 3 | 3 | 22 | 16 | +6  | 11 |
| 10 | Вршовіце (Прага)     | 10 | 5  | 1 | 4 | 21 | 16 | +5  | 11 |
| 11 | Лібень (Прага)       | 10 | 5  | 1 | 4 | 21 | 27 | -6  | 11 |
| 12 | Славой Прага VIII    | 10 | 4  | 2 | 4 | 22 | 22 | 0   | 10 |
| 13 | Радлицький           | 10 | 3  | 3 | 4 | 25 | 26 | -1  | 9  |
| 14 | Малостранський       | 10 | 4  | 0 | 6 | 19 | 13 | +6  | 8  |
| 15 | Чехія Карлін (Прага) | 10 | 4  | 0 | 6 | 28 | 20 | +8  | 8  |
| 16 | Вікторія (Нусле)     | 10 | 2  | 4 | 4 | 11 | 17 | -6  | 8  |
| 17 | Уніон (Жижков)       | 10 | 3  | 2 | 5 | 20 | 25 | -5  | 8  |
| 18 | Спарта (Кладно)      | 10 | 3  | 1 | 6 | 20 | 32 | -12 | 7  |
| 19 | Прага VIII           | 11 | 2  | 1 | 8 | 10 | 27 | -17 | 5  |
| 20 | Вікторія (Виногради) | 11 | 2  | 1 | 8 | 11 | 39 | -28 | 5  |
| 21 | Славой (Жижков)      | 11 | 1  | 1 | 9 | 12 | 45 | -33 | 3  |
| 22 | Спарта (Коширже)     | 11 | 0  | 2 | 9 | 12 | 30 | -18 | 2  |

## Товариські матчі
| ТМ 3.02.1924 | Вікторія (Жижков)               | 3:1 (3:1) | Адміра (Відень) | Прага                                        |  |
|              | Кржиштял 7' Єлінек 21' Руле 33' | звіт      | 14' Кох         | Глядачі: 1200 Суддя: Страка (Чехословаччина) |  |
|              |                                 |           |                 |                                              |  |

| ТМ 25.05.1924 | Рапід (Відень)       | 2:1 (1:0) | Вікторія (Жижков) | Відень                                          |  |
| | Бауер 30' Весели 62' | звіт      | 65' Слезак        | Стадіон: Рапідплац Глядачі: 8 000 Суддя: Вагнер |  |
| Рапід: Колар, Регнард, Діттріх, Вагнер, Брандщтеттер, Ріхтер, Вондрак, Веселік, Кутан, Бауер, Весели ВІкторія: Бенда, Паулін І, Стеглік, Кьоніг, Паулін ІІ, Сухий, Мареш, Северін, Слезак, Кржиштял, Шкода |                      |           |                   |                                                 |  |

| ТМ 5.07.1924 | Вікторія (Жижков | 3:1 (0:0) | Рапід (Відень) | Прага         |  |
|              | Новак            | звіт      | Весели         | Суддя: Страка |  |
|              |                  |           |                |               |  |

| ТМ 24.08.1924 | Рапід (Відень)              | 3:3 (1:1) | Вікторія (Жижков          | Відень                                                  |  |
| | Гофбауер 10' Весели 70' 90' | звіт      | 3' 85' Новак 47' Кржиштял | Стадіон: Рапідплац Глядачі: 18 000 Суддя: Адольф Майсль |  |
| Рапід: Колар, Регнард, Соліл, Ріхтер, Брандштеттер, Ніч, Вондрак, Бауер, Кутан, Гофбауер (Зах, 20), Весели Вікторія: Бенда, Женішек, Стеглік, Кьоніг (Єлінек ІІ, 46), Каспар, Сухий, Мареш, О.Новак, Матуш, Кржиштял, Й.Єлінек |                             |           |                           |                                                         |  |

### Передолімпійський турнір
Передолімпійський турнір за участі «Спарти», «Славії», «Вікторії» і ДФК Прага. Проводився в середині квітня.
- 1 тур: «Вікторія» — ДФК Прага — 2:1; «Спарта» — «Славія» — 1;1
- 2 тур: ДФК Прага — «Славія» — 3:1; «Вікторія» — «Спарта» — 4:2

«Вікторія» стала переможцем. Команда грала в такому складі: Бенда, Ф.Гоєр, Штелік, Мареш, Кьоніг, Сухий, Ванік, Новак, Слезак, Кржиштял, Єлінек.

### Перше турне в Німеччину
- команда з Франкфурта — «Вікторія» (Жижков) — 2:5
- команда з Майнца — «Вікторія» (Жижков) — 1:8
- команда з Штутгарта — «Вікторія» (Жижков) — 0:2
- «Фрайбургер» — «Вікторія» (Жижков) — 0:2
- команда з Нюрнберга — «Вікторія» (Жижков) — 2:0
- команда з Вальдгофа — «Вікторія» (Жижков) — 2:0
- команда з Віндсбадена — «Вікторія» (Жижков) — 2:0
- команда з Ельберфельда — «Вікторія» (Жижков) — 0:2

### Турне в Польщу
- 22.06.1924.  Краковія — «Вікторія» (Жижков) — 3:1 (Калужа, 16, Сперлінг, 42, Я.Рейман, 81 - ?, 82)[2]
- «Варта» (Познань) — «Вікторія» (Жижков) — 1:1
- «Варта» (Познань) — «Вікторія» (Жижков) — 0:3
- «Варта» (Познань) — «Вікторія» (Жижков) — 1:4
- «Полонія» (Варшава) — «Вікторія» (Жижков) — 4:2
- «Уніон» (Лодзь) — «Вікторія» (Жижков) — 0:3
- СК Лодзь — «Вікторія» (Жижков) — 0:9
- АСК (Кролевська Гута) — «Вікторія» (Жижков) — 0:4

### Друге турне в Німеччину
- «Армінія» (Ганновер) — «Вікторія» (Жижков) — 0:2
- «Вердер» (Бремен) — «Вікторія» (Жижков) — 0:7
- команда з Кілі — «Вікторія» (Жижков) — 3:0

## Склад
| «Вікторія» в 1924 році Воротарі: Вацлав Бенда Захисники: Франтішек Гоєр, Франтішек Стеглік, Ладислав Женишек. Півзахисники: Вілем Кьоніг, Їржі Мареш, Йозеф Сухий, Вацлав Слезак Нападники: Йозеф Єлінек, Отто Новак, Вацлав Ванік, Антонін Кржиштял, Гавлік, Ладислав Матуш, Карел Северін. Невідома позиція: Барбора, Шисль, Паулін І, Паулін ІІ, Кашпар, Рулле, Яноушек |

## Матчі за збірні
Троє гравців «Вікторії» стали в складі збірної Чехословаччини учасниками Олімпійських ігор у Парижі: Франтішек Гоєр, Отто Новак і Йозеф Єлінек.